# 3417 Tamblyn
3417 Tamblyn (1937 GG) là một tiểu hành tinh vành đai chính được phát hiện ngày 1 tháng 4 năm 1937 bởi K. Reinmuth ở Heidelberg.